# Skeppsläst
Skeppsläst är ett gammalt storleksmått för fartyg. Den exakta innebörden har varierat men i Sverige fastställdes måttet 1726 genom ett kungligt beslut att en läst skulle vara en vikt motsvarande 18 skeppspund, vilket är cirka 2 450 kg. 
Skeppslästen var den så kallade svåra eller tunga lästen. Dessutom fanns den lilla lästen, som motsvarade 12 tunnor spannmål, vilket är dryg 1 100 kg, och mellan dessa båda fanns ännu en läst om 18 tunnor spannmål, vilket är cirka 1 600 kg.
År 1863 infördes nylästen på 10 000 skålpund, vilket är cirka 4 250 kg.
Skeppslästen upphörde 1874 som officiellt mått, då skeppsmätningssystemet som använder måttet registerton infördes.